# 古賀絵里子
古賀 絵里子（こが えりこ　1980年12月4日 - ）は、日本のフリーランスの写真家。福岡県出身。

## 人物
福岡から大学進学のため上京し、その後、23歳でフォトグラファーになる。
写真家として広告写真や講師、TV出演等で活動しながら2009年より和歌山県高野山へ通い新作撮影を続けている。
プライベートでの楽しみは、朝早く起きて朝食をのんびり味わうこと。また、大の日本酒党。
2014年1月1日に結婚したことを報告。以後、京都に活動拠点を変えている。そのため、2012年4月より出演していたBS-TBSの『おんな酒場放浪記』は2014年3月の放送を最後に出演していない。
2015年12月に長女を出産。

## 活動

### 略歴
- (2002年) - 写真ワークショップ　コルプス20期参加。
- (2003年) - 上智大学文学部フランス文学科卒業。

### 受賞
- (2004年) - ガーディアン・ガーデン[1]主催　フォト・ドキュメンタリー「NIPPON」。
- (2012年) - さがみはら写真新人奨励賞[2]「浅草善哉」

### 個展
- (2004年) - 「浅草善哉」ガーディアン・ガーデン[1]、東京都。
- (2008年) - 「浅草善哉」エモン・フォトギャラリー[3]、東京都。
- (2010年) - 「浅草善哉」ソラリアパークサイドギャラリー、福岡県。
- (2012年) - 「浅草善哉」エモン・フォトギャラリー、東京都。[4]

### グループ展
- (2003年) - 「CORPUS 20」ギャラリー・ルデコ[5]、東京都。
- (2007年) - 「2006年度ヤングポートフォリオ」清里フォトアートミュージアム[6]、山梨県。
- (2008年) - 「平遥国際写真フェスティバル」、中華人民共和国。
- (2009年) - 「Happy Maker in 高野山」[7]、和歌山県。
- (2010年) - 「2009年度ヤングポートフォリオ」清里フォトアートミュージアム[6]、山梨県。
- (2011年) - 「2010年度ヤングポートフォリオ」清里フォトアートミュージアム[6]、山梨県。
- (2011年) - 「Happy Maker in 高野山 2011」[7]、和歌山県（7/3〜7/11）。
- (2012年) - 「フォトシティさがみはら受賞作写真展」さがみはら市民ギャラリー[8]、神奈川県。（2012年10月12日〜2012年10月29日）
- (2012年) - 「トルコ・フォトフェスティバル」ブルサ[9]、トルコ。（2012年9月15日〜2012年9月21日）
- (2012年) - 「2012 Art Gent」ゲント[10]、ベルギー。（2012年11月30日〜2012年12月4日）
- (2012年) - 「第8回アンコール・フォトフェスティバル」シェムリアップ[11]、カンボジア。（2012年12月1日〜2012年12月8日）
- (2013年) - 「フォトシティさがみはら受賞作写真展」新宿ニコンサロン/bis[12]、東京都。（2013年2月5日〜2012年2月18日）

### 著作等
- (2006年) - 写真集 フォト・ドキュメンタリー「NIPPON」（ガーディアン・ガーデン[1]発行）。
- (2011年) - 写真集「浅草善哉」（青幻舎発行 ISBN 978-4-86152-336-6 C0072）。

### コレクション
- (2006年、2009年、2010年) - 清里フォトアートミュージアム[6]。
- (2006年) - フランス国立図書館。
- (2008年、2012年) - エモン・フォトギャラリー[3]。

### 作品集
- 「浅草善哉　Asakusa Zenzai」（2003年-2008年）[13]
- 「ネパール肖像　Nepali」（2007年）
- 「一山　Issan」（2009-2013年）

### 仕事

#### 雑誌
- 「PHaT PHOTO (ファットフォト)」

- vol.61 夢中になれる、ドキュメンタリーフォト！(2011年1-2月)「浅草善哉」- 発行所／株式会社 CMS
- 「風の旅人 KAZE NO TABIBITO」- 発行／株式会社 ユーラシア旅行社『風の旅人』編集部

- vol.26 LIFE ITSELF (2007年6月)「浅草善哉」
- vol.28 FINE EXISTENCE (2007年10月)「今ここにある生 1」
- vol.29 LIFE PRINCIPLE (2007年12月)「今ここにある生 2」
- 「CONFORT（コンフォルト）」- 発行所／株式会社 建築資料研究所

- vol.106 美しく育つ素材 (2009年2月)「時を纏うもの」
- vol.108 思考する家具 (2009年6月)「祈りと対話」
- vol.111 リアルインテリアデザイン (2009年12月)「店のスタンスを前駆する，常識やぶりの仕種」「繕いというインテリアデザイン」
- vol.112 引き戸のバランス (2010年2月)「スチールが描く窓のコンポジション」
- 「Photo Navi」- EOS 7D レンズ日記（2009年12月）発行／二玄社
- 「CAPA（キャパ）」- 連載ドキュメンタリー写真家をドキュメントする（2007年9月号）

- 第一回 古賀絵里子 - 発行／株式会社 学習研究社
- 「考える人」- 口絵に「浅草善哉」より写真一点が掲載（2012年夏号）
- 「CAPA（キャパ）」- 創刊31周年、特大号にモノクロスナップ特集で写真が掲載（2012年10月号）
- 「旅行読売」- 「高野山に魅せられた人たち」を連載、月1回発行（2012年8月〜11月、2013年4月）[14]
- 「風の旅人」- 「一山」より写真と文章が掲載（2012年12月1日）[15]
- 「デジタルカメラマガジン」- 第26回 HOTOGRAPHER'S STYLE（2013年2月号）- 発行／インプレスジャパン[16]

#### 小冊子
- 「マルタ食品商品カタログ（素の趣味・品質主義）」

- 発行／マルタ食品株式会社 - 企画制作／エモンインク
  フードコーディネイト／石森スタジオ
  器・撮影場所協力／魯山（西荻窪）
- 「バルカーグループ創業80周年記念誌」（2008年）- 発行／日本バルカー工業株式会社
- 「向島花街マップ Mukojima Hanamachi Map」（2008年）- 発行／NPO法人 隅田川・江戸文化観光振興会
- 「セントケア便り Saint-Care」（2007年 11・12月号、2008年 1・2月号、2008年 3・4月号） - 発行／セントケア・ホールディング株式会社
- 「高野の手仕事」高野山の歴史や風土の中で培われ、今なお継承されている手仕事を収録した小冊子（2012年3月30日発行）。

#### 書籍
- 「植田辰哉　徹底マネジメント」- 発行／総合法令出版（2009年10月 ISBN 978-4862801814）
- 「Daiwa Press Viewing Room vol.12」- 発行／株式会社大和プレス（2011年11月）

#### 講師
- 「カメラの使い方講座」- 講座（2012年10月〜）場所／EOS学園・東京校（銀座）[17]
- 「キッズフォト・ワークショップ」- 講座（2012年8月）場所／高野山・さざ波　カンボジア・高野山との文化交流
- 「デジタルカメラ」- 講座（2011年10月〜）場所／多摩毎日カルチャースクール[18]
- 「デジカメ日和・外歩き」- 講座（2009年10月期〜2012年4月期）場所／よみうりカルチャー錦糸町[19]
- 「きものでデジカメ」（2011年5月〜6月）場所／島村豊子きもの学院（阿佐ヶ谷）
- 「女性のための写真教室」（2011年5月〜随時）[20]
- 「女性のやさしいデジカメ教室」（2011年4月期、7月期〜）場所／よみうりカルチャー町田[19]
- 「女性のためのデジタル一眼」（2011年4月期〜2012年4月期）場所／よみうりカルチャー錦糸町[19]
- 「Food Photo」（2010年10月）場所／よみうりカルチャー自由が丘[19]
- 「デジカメ散歩」（2009年5月〜6月）場所／江東区豊洲文化センター[21]
- 「子供たちと芸術家の出あう街」写真ワークショップ  デジタルカメラで友だちづくり（2009年3月）場所／東京芸術劇場[22]

#### その他
- 「大坪榮子油彩画集」- 発行／大坪榮子（2009年11月）デザイン／エモンインク　撮影／古賀絵里子
- 「Nikon eニッコールクラブ」有料サイトフォトマガジン「Niko photo diary（ニコフォトダイアリー）」

- vol.13 下町徒歩き（2009年4月）
- vol.14 島に生きる（2009年5月）
- 「東京新聞・中日新聞」（2006年〜2008年）
- 「金剛峯寺」-『高野山教報』（写真提供 2011年）- 月二回発行
- 「高野町役場」-『高野の匠』（職人撮影 2011年〜）- 2012年、冊子発刊配布予定
- 「魯山」- 現代作家・古器・小道具の店/西荻窪 -（展示会DM撮影 2011年8月〜）- 毎月
- 「図書新聞3081号」-『古賀絵里子ちゃんの振れ幅が凄すぎる件』-（2012年10月16日）
- 「その他」- Gettyimages、DeAGOSTINI、写真審査員など

## トークショー
- Reminders Photography Stronghold（墨田区、2012年10月15日）- 18時半〜21時
- 6次元（杉並区、2012年11月22日）- 19時半〜21時半

## ラジオ出演
- 上柳昌彦･山瀬まみ ごごばん!フライデースペシャル（ニッポン放送、2012年10月12日）- 14時台トークコーナー「ごごばん!トークセッション」ゲスト。

## テレビ出演
- 写真家たちの日本紀行（第189回）[23]（BSジャパン、2012年1月21日）新潟県・佐渡島を訪れ、日本酒の蔵元に魅了される。
- 写真家たちの日本紀行（第190回）[23]（BSジャパン、2012年1月28日）新潟県・燕三条を訪れ、ものづくりの“心”を探す。
- おんな酒場放浪記（BS-TBS、2012年4月7日 - 2014年3月22日）なお、番組は2016年現在継続中であり、過去収録作は随時再放送される。
- 精神文化の時間 Young Portfolio -若き写真家の肖像-[24]（スカパー!216ch、2012年9月15日、9月25日）
- MONOISM -小田急電鉄篇-（テレビ東京、2012年11月5日）写真を撮りながら箱根を旅する番組。